# Ivana Vuleta
Ivana Vuleta (née:Španović; Zrenjanin, 10 de maio de 1990) é uma atleta sérvia especialista no salto em distância, campeã mundial da prova e medalhista de bronze olímpica na Rio 2016. Campeã mundial em Budapeste 2023, ela também é bi-campeã mundial indoor e tem duas medalhas de ouro no Campeonato Europeu de Atletismo. Suas melhores marcas são 7,14 m ao ar livre e 7,24 m em pista coberta, as duas recordes nacionais da Sérvia.